# Amalie Schoppe

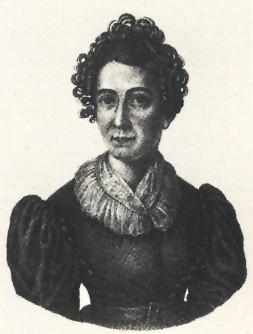
Amalie Schoppe

Amalie Schoppe (Burg auf Fehmarn, 9 de octubre de 1791 como Amalie Weise -Schenectady, 25 de septiembre de 1858) fue una autora alemana. Escribió sobre todo literatura infantil y juvenil, un total de 200 volúmenes, y usó varios pseudónimos como Adalbert von Schonen, Amalia o Marie. 

## Vida
Era hija del doctor Friedrich Wilhelm Weise, y tras su muerte en 1798 se mudó con su tío a Hamburgo hasta que su madre se volvió a casar en 1802 con el hombre de negocios hamburgués Johann Georg Burmeister. 
Amalie mostró un enorme talento para la literatura y se casó en 1814 con F. H. Schoppe, quien más tarde se haría abogado y con el que tuvo tres hijos antes de que muriese en 1829. 
Tras la muerte de su esposo, sacó a la familia adelante gracias a su prolífica escritura y llevando un reformatorio de niñas. Tuvo como amigos a  Rosa Maria Assing, Justinus Kerner, Adelbert von Chamisso, o el joven vate Friedrich Hebbel,  quien enseñó ciertos patrones de poesía y le dejó trabajar en su estudio. De 1827 a 1846 editó el  Pariser Modeblätter  ( Periódico de Moda de París ) y muchos de sus artículos y de otras publicaciones. De  1842 a 1845 vivió en Jena, más tarde se mudó a Hamburgo y finalmente a Estados Unidos con su hijo.

## Obras seleccionadas
- Die Verwaisten  (Los huérfanos), Leipzig 1825 (Versión digital)
- Die Auswanderer nach Brasilien oder die Hütte am Gigitonhonha; nebst noch andern moralischen und unterhaltenden Erzählungen für die geliebte Jugend von 10 bis 14 Jahren, Amelang, Berlín 1828 (Digital version)
- Die Helden und Götter des Nordens, oder: Das Buch der Sagen, Berlín 1832 (Versión digital)
- „…das wunderbarste Wesen, so ich je sah.“ Eine Schriftstellerin des Biedermeier (1791-1858) in Briefen und Schriften, herausgegeben von Hargen Thomsen, Bielefeld 2008. ISBN 978-3-89528-687-2